# Al Raya
M/Y Al Raya är en megayacht tillverkad av Lürssen i Tyskland. Hon levererades 2008 till den ryske oligarken Alisjer Usmanov. I mitten av 2010-talet ville Usmanov ha en ännu större megayacht och beställde en till av Lürssen. Den nya yachten levererades 2016 till Usmanov och vid den tidpunkten bytte denna megayacht namn till Ona medan den nya megayachten fick Dilbar som namn. Denna lades upp till försäljning av Usmanov för 250 miljoner euro. Ingen nappade men den blev senare köpt av den bahrainska staten i syfte att användas av Bahrains regerande släkt al-Khalifa. År 2019 fick hon sitt nuvarande namn.
Megayachten designades exteriört av Tim Heywood Design och interiört av Alberto Pinto. Den är 110 meter lång och har en kapacitet på 16 passagerare fördelat på åtta hytter. Al Raya har också en besättning på 41 besättningsmän och minst en helikopter.
Al Raya är systerfartyg till Pelorus och Radiant.

## Galleri

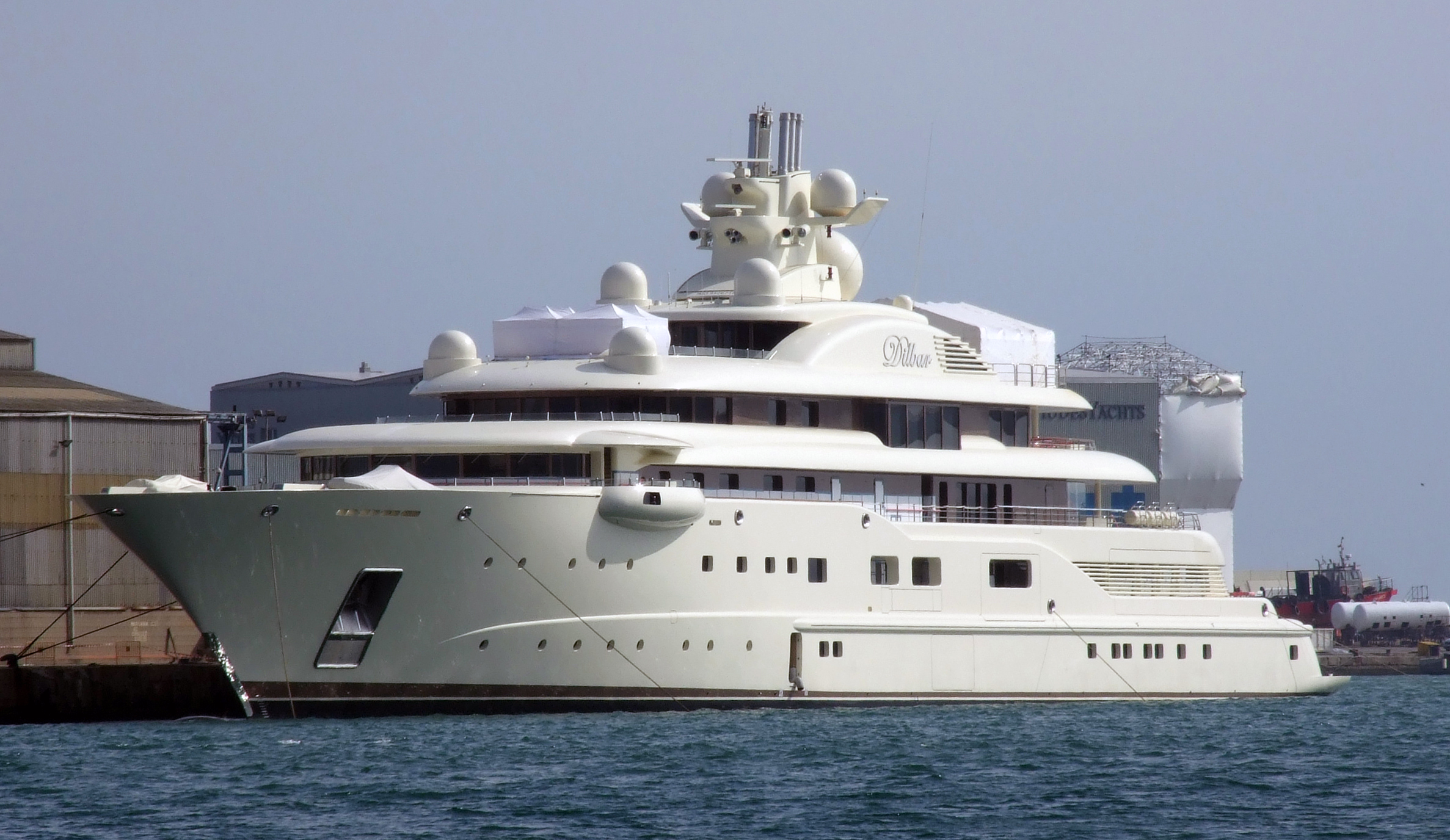
Dilbar i Barcelona i Spanien, 2011.
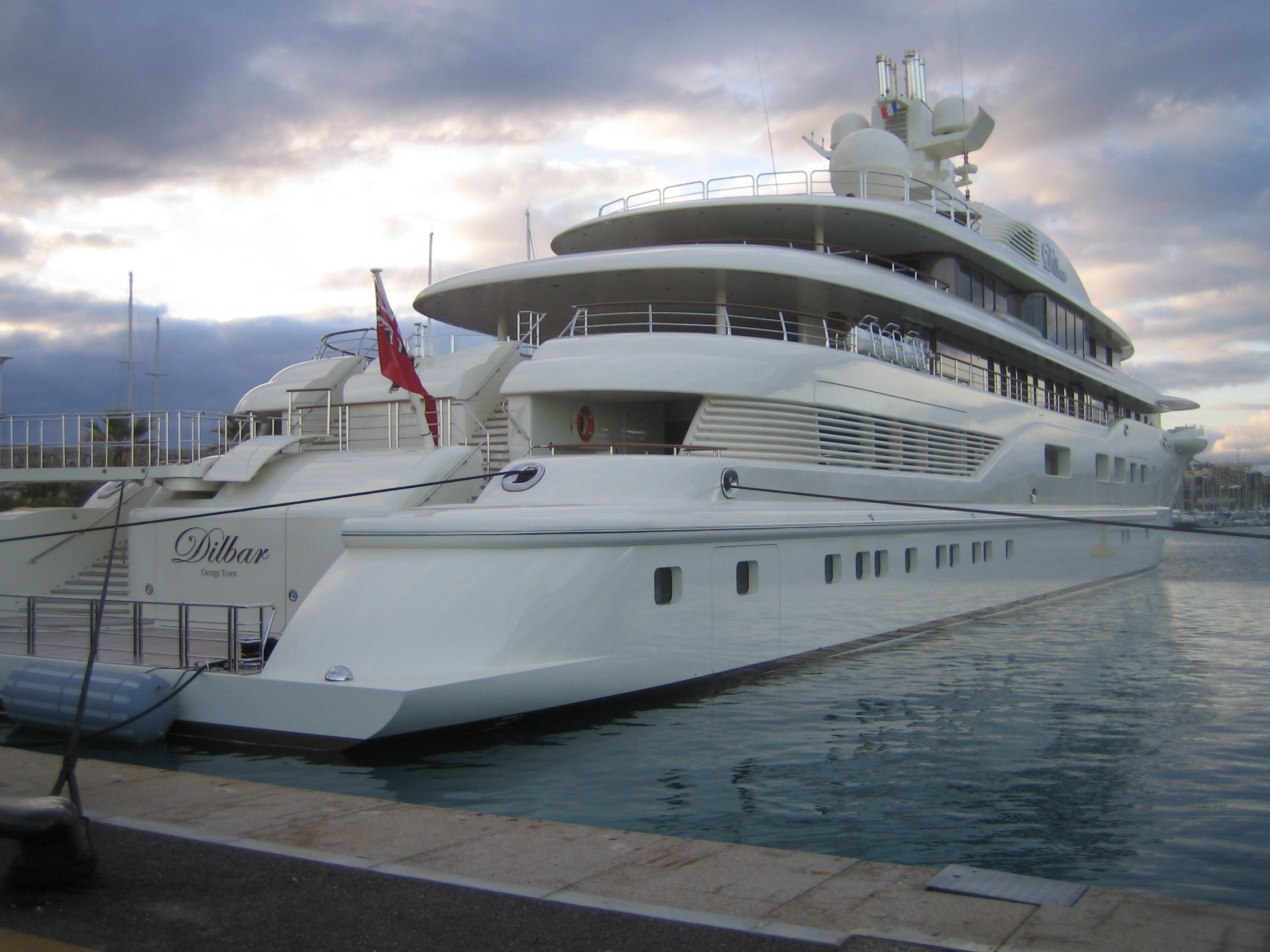
Dilbar i Antibes i Frankrike, 2009.